# Sant Llorenç de Galícia
Sant Llorenç de Galícia, o d'Alemanys, o de Torrents, era una església romànica del terme comunal de la Roca d'Albera, a la comarca del Rosselló (Catalunya del Nord).
Les seves restes estan situades al sud-sud-oest del poble de la Roca d'Albera, a prop i a l'est-sud-est del Mas d'en Beç.
El temple de Sant Llorenç, que té el seu origen en una cel·la monàstica, havia estat la parròquia de dos llogarets muntanyencs de la Roca d'Albera: Torrents d'Amunt i Torrents d'Avall, esmentats ja el 834 en un precepte del rei Lotari, que els atribuïa a l'església d'Elna, tot i que poc després apareix associada al monestir de Sant Genís de Fontanes. Aquesta església, prope rupem Veterem, encara és esmentada el 1433.
Les restes de l'església estaven molt amagades, fins a recents campanyes d'excavació promogudes pels pobles dels entorns. És una església d'una sola nau capçada a llevant per un arc de ferradura poc més ample que la nau. Era una església petita: a l'interior, feia 13 metres de llargària per 5 d'amplària. Es conserva bona part dels murs laterals, amb fragments de la volta de canó sobre banquetes que la cobria, mentre que l'absis és la part més enrunada. També està molt destruïda la façana de ponent, que tenia la porta d'entrada, estreta i descentrada respecte de l'eix de la nau. El mur de tramuntana és atalussat, i l'aparell és de pedres mitjanes i grosses sense desbastar, amb pedres encara més grosses a les cantoneres.
Es tracta d'una església rústega del segle x. Al costat sud de l'església s'han trobat les restes d'una altra construcció medieval, que podrien ser les restes de la cel·la monacal.